# Kornatický mlýn
Kornatický mlýn v Kornaticích v okrese Rokycany je vodní mlýn, který stojí v severozápadní části obce na Kornatickém potoce. V letech 1958–1977 byl chráněn jako nemovitá kulturní památka České republiky.

## Historie
Mlýn je zmíněn roku 1680, kdy mlynář Hrdlička užíval dva strychy panských polí a měl za povinnost vychovávat jednoho panského psa. V roce 1808 mlýn vyhořel a o rok později za velké vody byla protržena hráz rybníka, ze kterého vedla ke mlýnu voda.
K roku 1850 je uváděn mlýn se dvojím složením a k němu pila; obojí v majetku mlynáře Hrdličky, který  bydlel v č. 29 u Šlaufů. Pila byla v provozu v letech 1850–1870, zanikla do roku 1887.
Mlynář Karel Vodák bojoval v ruských legiích. Dcera Anna se roku 1922 provdala za Josefa Košana a mlýn dostala věnem. V roce 1930 prodal Košan mlýn za 132 000 Kč Josefu Vlnařovi. O tři roky později byla obnovena hráz rybníka, splav a stavidla.
Roku 1941 byl mlýn zaplombován a o dva roky později definitivně zastaven. Po válce se v roce 1946 Rudolf Vlnař vystěhoval do pohraničí.

## Popis
Na dvoře pozdně barokního mlýna stál roubený špýchar z roku 1774, který byl přenesen do skanzenu v Kouřimi (rok 1977). Špýchar na obdélném půdoryse má zvýšené  přízemí. Půdní prostor uzavírá roubená klenba, na které leží sedlová střecha krytá taškami. Vchod do špýcharu je v boční stěně, přístupný po dřevěných schodech s pavláčkou a má původní barokní dveře.
Voda na vodní kolo původně vedla náhonem z rybníka přímo nad mlýnem; jeho hráz se však při povodni 1809 protrhla a nebyla obnovena. Později byla voda přiváděna novou strouhou z Flusařského rybníka. Kromě mlýna byla vodou z tohoto rybníka poháněna také panská pila a flusárna. Každý z těchto provozů měl jedno stavidlo a k mlýnu patřilo to prostřední. Po zániku pily mlýn přibíral vodu také z jejího stavidla.
V 60. letech 20. století existovalo ještě torzo polouměleckého složení - hřídel, palečné kolo, násypky a minimálně jedna válcová stolice. Kolem roku 1930 měl mlýn 1 kolo na svrchní vodu (hltnost 0,209 m³/s, spád 4,96 m, výkon 8,6 HP).